# Stanislav Tříska
Stanislav Tříska (29. ledna 1933 Plzeň – 23. října 1996 Zlín) byl český herec.

## Životopis
Vyučil se brašnářem. Po vyučení pracoval jako dělník ve firmě Eska Cheb. Poté se ale stal členem chebského Krajského oblastního divadla v letech 1961–1967. Poté se ale již přemístil do Městského divadla ve Zlíně a stal se zde opět členem později asistentem režie. Vystupoval zde v letech 1967–1996. V letech 1995–1996 se stal členem Činoherního klubu v Praze. Z důvodu nemoci své ženy se ale musel vrátit zpět do Zlína.
S manželkou Zdeňkou, rozenou Hrdou, měl syna a dceru.
Stanislav Tříska zemřel náhle přímo v šatně Zlínského divadla 23. října 1996 ve věku 63 let.
Jeho vnukem je Daniel Huf, brankář hokejového týmu Berani Zlín hrající Chance ligu.

## Filmy
- Slunce, seno, jahody (1983) - Škopek
- Třetí skoba pro Kocoura (1983) - zloděj
- Chobotnice z II. patra (1987) - venkovan s koňmi
- Slunce, seno a pár facek (1989) - Škopek
- Slunce, seno, erotika (1991) - Škopek

## Seriály
- Zdivočelá země (1997)
- Velké sedlo (1986) - kuchař potápěčů Otíček Ryšánek

- Slovácko sa nesúdí (1980,1984)
- Bez ženské a bez tabáku (1980)
- Vlak dětství a naděje (1985)
- Dobrodružství kriminalistiky (1992)
- Případ pro zvláštní skupinu (1989)
- Jahody na stéble trávy (1984)

## Diskografie
- Premier - Hrobař (1994)

## Divadlo
- Boj se stínem (1972)